# Alexander Stuart
Alexander Stuart és un novel·lista i guionista de Los Angeles d'origen britànic. Els llibres de Stuart inclouen The War Zone, Tribes, Life On Mars (que va inspirar el documental de televisió britànic, The End of America), Five And A Half Times Three'  (escrit amb Ann Totterdell, sobre la mort per càncer del seu fill de cinc anys i mig, Joe Buffalo Stuart), i els llibres per a nens, Joe, Jo-Jo And The Monkey Masks i Henry And The Sea (escrit amb Joe Buffalo Stuart). Els llibres de Stuart han estat traduïts a vuit idiomes i publicats als Estats Units, Gran Bretanya, Europa i Israel.
La seva novel·la més controvertida, The War Zone, sobre una família destrossada per l'abús sexual, es va convertir en una pel·lícula per l’actor/director nominat als Oscar Tim Roth el 1999. En el moment de la publicació inicial del llibre el 1989, va ser desposseït del Premi Whitbread a la millor novel·la aenmig de la controvèrsia sobre la seva representació de l'incest, i un jutge que la descriu com a "repel·lent" i amenaça amb renunciar al tribunal si Stuart va rebre el premi.
Una influència important en la vida i l'obra de Stuart, especialment The War Zone, va ser la pèrdua del seu primer fill el 1989.
A més de guionitzar la pel·lícula de Roth The War Zone, Stuart també va ser productor executiu de la pel·lícula de Nicolas Roeg Els genis prefereixen les rosses, basada en l'obra de Terry Johnson, que va reunir uns ficticis Marilyn Monroe, Albert Einstein, Joe DiMaggio i el senador Joe McCarthy en una sola nit a Nova York.
Abans de traslladar-se als Estats Units, Stuart va viure a Londres i Brighton, Anglaterra. Durant la dècada de 1990, es va traslladar a Miami Beach, on va ensenyar guió a la Universitat de Miami. El 1997, el Miami Art Museum li va encarregar la creació d'una obra d'art, Filmloop/Fragments, per acompanyar una instal·lació d'escultura de l'artista polonesa Magdalena Abakanowicz. Actualment viu a Los Angeles, amb la seva dona i els seus dos fills. El 22 de setembre de 2006, Stuart va jurar com a ciutadà estatunidenc.